# Hamdan Ballal

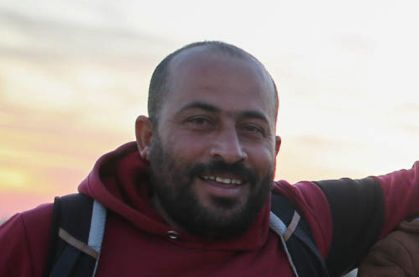
Hamdan Ballal (2021)

Hamdan Ballal Al-Huraini (arabisch حمدان بلال الهريني, DMG Ḥamdān Ballāl al-Huraynī; * 1989) ist ein palästinensischer Filmemacher und Aktivist.

## Karriere
Ballal ist Fotograf und stammt aus Susiya im Westjordanland. Er drehte zusammen mit Basel Adra, Rachel Szor und Yuval Abraham den Dokumentarfilm No Other Land über die Zerstörung einer palästinensischen Siedlung durch die israelische Armee. Der Film feierte auf der Berlinale 2024 Premiere und Ballal wurde seitdem über 40 Mal ausgezeichnet. So gewann er den Europäischen Filmpreis und den Oscar für den Besten Dokumentarfilm.
Zudem ist er als Menschenrechtsaktivist für „Humans of Masafer Yatta“, „B’Tselem“ und weitere Organisationen tätig. Als Forscher untersucht er die Verstöße israelischer Behörden gegen Menschenrechte.
Im März 2025 wurde Ballal laut einem Bericht jüdisch-amerikanischer Aktivisten in seinem Haus von einer Gruppe von etwa 15 bewaffneten und maskierten israelischen Siedlern angegriffen. Lamia Ballal, die Ehefrau des Regisseurs, sagte, sie habe drei Männer in Uniform beobachtet, die Ballal mit den Kolben ihrer Gewehre schlugen. Er wurde anschließend von der israelischen Armee wegen des Verdachts, Steine gegen diese geworfen zu haben, in Gewahrsam genommen, nach Augenzeugenberichten von Bekannten des Regisseurs aus dem Krankenwagen heraus, in welchem er transportiert wurde. Ballal und zwei weitere Palästinenser verließen am Tag darauf eine Polizeistation in der israelischen Siedlung Kiryat Arba im Westjordanland und wurden in ein Krankenhaus in Hebron gebracht. Nach Angaben seiner Anwältin Lea Tsemel hätten die drei die Nacht mit den schweren Verletzungen, die sie bei dem Angriff erlitten hätten, auf dem Boden einer Militärbasis verbracht. Nachdem rund 700 prominente Mitglieder der Oscar-Akademie einen Offenen Brief des israelischen Regisseurs Yuval Abraham unterzeichnet hatten, räumte der Academy-Vorstand am 28. März 2025 eigene Versäumnisse ein und versandte eine entsprechende Mitteilung an die rund 11.000 Mitglieder der Academy of Motion Picture Arts and Sciences.
Im Sommer 2025 wurde Ballal Mitglied der Academy of Motion Picture Arts and Sciences.

## Auszeichnungen (Auswahl)
- 2024: IDA Award in den Kategorien Bester Regisseur und Bester Dokumentarfilm für No Other Land
- 2024: Berlinale: Publikumspreis und Bester Dokumentarfilm für No Other Land
- 2024: Europäischer Filmpreis in der Kategorie Bester Dokumentarfilm für No Other Land
- 2025: BAFTA-Nominierung in der Kategorie Bester Dokumentarfilm für No Other Land
- 2025: Oscar in der Kategorie Bester Dokumentarfilm für No Other Land